# Liste der Kulturgüter in Riva San Vitale
Die Liste der Kulturgüter in Riva San Vitale enthält alle Objekte in der Gemeinde Riva San Vitale im Kanton Tessin, die gemäss der Haager Konvention zum Schutz von Kulturgut bei bewaffneten Konflikten, dem Bundesgesetz vom 20. Juni 2014 über den Schutz der Kulturgüter bei bewaffneten Konflikten sowie der Verordnung vom 29. Oktober 2014 über den Schutz der Kulturgüter bei bewaffneten Konflikten unter Schutz stehen.
Objekte der Kategorien A und B sind vollständig in der Liste enthalten, Objekte der Kategorie C fehlen zurzeit (Stand: 1. Januar 2023).

## Kulturgüter
| Foto | | Objekt | Kat. | Typ | Standort                                 | Beschreibung                                                            |
| ---- | --- | --- | ---- | --- | ---------------------------------------- | ----------------------------------------------------------------------- |
| ja   | Datei hochladen · Wikidata zu Baptisterium Riva San Vitale (Q678174)                                                   | Baptisterium San Giovanni / Battistero di San Giovanni KGS-Nr.: 05700 | A    | G   | Via Settala 718910 / 84824               |                                                                         |
| ja   | Datei hochladen · Wikidata zu Kirche Santa Croce (Q3673019)                                                            | Kirche Santa Croce / Chiesa di Santa Croce KGS-Nr.: 05701 | A    | G   | Via Santa Croce 718816 / 85069           |                                                                         |
| ja   | Datei hochladen · Wikidata zu Haus Bianchi (Q29527503)                                                                 | Haus Bianchi / Casa Bianchi KGS-Nr.: 09144 | A    | G   | Via Formeggie 6 718763 / 86230           | Architekt: Mario Botta                                                  |
| ja   | Datei hochladen · Wikidata zu Croce Palast (Q29527505)                                                                 | Della Croce Palast / Palazzo della Croce KGS-Nr.: 09272 | A    | G   | Piazza Valleggio 6 718833 / 85024        |                                                                         |
| ja   | Datei hochladen · Wikidata zu Pfarrkirche San Vitale und Oratorium der Bruderschaft der Heiligen Sakramente (Q3672180) | Pfarrkirche San Vitale und Oratorium der Bruderschaft der Heiligen Sakramente / Chiesa parrocchiale di San Vitale e oratorio della Confraternita del Santo Sacramento KGS-Nr.: 05703 | B    | G   | Via Settala 718896 / 84807               |                                                                         |
| ja   | Datei hochladen · Wikidata zu Kindergarten und Primarschule (Q29884714)                                                | Kindergarten und Primarschule / Scuola materna ed elementare KGS-Nr.: 10300 | B    | G   | Via Monsignor Sesti 1b, 3 718971 / 84630 | Architekten: Aurelio Galfetti, Ivo Trümpy, Flora Ruchat-Roncati         |
| ja   | Datei hochladen · Wikidata zu Oratorium San Rocco (Q29884709)                                                          | Oratorium San Rocco / Oratorio di San Rocco KGS-Nr.: 12008 | B    | G   | Via Monsignor Sesti 718893 / 84679       |                                                                         |
| ja   | Datei hochladen · Wikidata zu Gemeindehaus (Q29884712)                                                                 | Gemeindehaus / Palazzo comunale KGS-Nr.: 12009 | B    | G   | Piazza Grande 718920 / 84956             | Restaurierung 2003–2006, Architekten: Giancarlo Durisch, Lino Caldelari |